# Jyotirlinga
Lo jyotirlinga o jyotirlingam è una rappresentazione devozionale del dio Shiva. Jyoti significa 'luce' e linga è il simbolo fallico legato a Shiva. Nella tradizione indù esistono dodici templi jyotirlinga in India, santuari in cui si venera Shiva rappresentato come colonna di luce.

## Leggenda
Lo Śiva Mahāpurāṇa narra che un tempo Brahmā e Visnù litigarono per chi dei due avesse la supremazia sul creato.
Per risolvere la disputa, decisero di affidarsi al giudizio di Shiva. Quest'ultimo trafisse i tre mondi con un'enorme colonna di luce, lo jyotirlinga appunto, e sancì che il primo dei due che fosse arrivato alla fine della colonna di luce avrebbe avuto la supremazia sul creato. Visnù e Brahmā si lanciarono rispettivamente verso il basso e verso l'alto per ottemperare alla richiesta. Nonostante i loro sforzi però non riuscirono mai ad arrivare alla fine della colonna di luce. Alla fine Brahmā decise di mentire, sostenendo di aver raggiunto la fine, mentre Visnù ammise la sconfitta. La menzogna di Brahmā fece andare su tutte le furie Shiva che apparve come una seconda colonna di fuoco e maledisse Brahmā affinché non fosse mai adorato da alcun essere umano.
Lo jyotirlinga, oggetto della prova, è il supremo Shiva stesso, realtà senza parti.

## I templi
Ognuno dei dodici templi prende il nome da una manifestazione di Shiva. In tutti i templi la rappresentazione principale è quella della colonna ("stambha") senza inizio né fine, a simboleggiare la natura infinita di Shiva.
I dodici Jyotirlinga sono citati nello Shiva Purana.
| #  | Tempio                     | Immagine | Stato          | Luogo                               |
| -- | -------------------------- | -------- | -------------- | ----------------------------------- |
| 1  | Somnath                    |          | Gujarat        | Veraval, Saurashtra                 |
| 2  | Mallikārjuna Swāmi         |          | Andhra Pradesh | Srisailam                           |
| 3  | Mahakaleshwar              |          | Madhya Pradesh | Ujjain                              |
| 4  | Tempio di Omkareshwar      |          | Madhya Pradesh | Omkareshwar                         |
| 5  | Kedarnath                  |          | Uttarakhand    | Kedarnath                           |
| 6  | Bhimashankar               |          | Maharashtra    | Bhimashankar                        |
| 7  | Tempio di Kashi Vishwanath |          | Uttar Pradesh  | Varanasi                            |
| 8  | Tempio di Trimbakeshwar    |          | Maharashtra    | Trimbakeshwar, nei pressi di Nashik |
| 9  | Nageshvara Jyotirlinga     |          | Gujarat        | Nei pressi di Jamnagar              |
| 10 | Tempio di Baidyanath       |          | Jharkhand      | Deoghar                             |
| 11 | Rameshwar                  |          | Tamil Nadu     | Rameswaram                          |
| 12 | Tempio di Grishneshwar     |          | Maharashtra    | Ellora                              |